# Три властителя и пять императоров
Три власти́теля и пять импера́торов (кит. трад. 三皇五帝, пиньинь Sānhuáng Wǔdì, палл. Сань хуан у ди) — собирательное понятие для легендарных правителей древнейшего периода истории Китая, относящегося к третьему тысячелетию до нашей эры. Понятие складывается из двух групп мифологических персонажей: 
- три властителя  (три государя; кит. трад. 三皇, пиньинь Sānhuáng, палл. Сань хуан);
- пять императоров (пять государей, пять божеств; кит. трад. 五帝, пиньинь Wǔdì, палл. У ди).

Обычно эти две группы в значении государей-первопредков объединяются между собой, но данные понятия также могут и употребляться по отдельности. В зависимости от источника, существует несколько вариаций тех, кого относят к трём властителям и пяти императорам.

## Три властителя
В древнекитайской мифологии представление о трех властителях сложилось примерно к IV веку до н. э. и, видимо, связано с троичной классификацией в древнем Китае (небо, земля, человек; небо, горы, воды; дерево, огонь, вода и т.п.).
По одной из версий, список трех властителей следующий:
1. Тайхао (Taihao), имевший прозвище Фэн (Feng) и получивший титул Фуси (Fuxi). Легендарный предводитель ранних восточных племён, проживавших на территории Китая. Был первым, кто научил людей ловить рыбу, охотиться, разводить скот. Также был тем, кто изобрел знаменитые 8 триграмм, ставшие впоследствии основой «Книги Перемен» (И-цзин).
2. Янь Ди (Yandi), имевший прозвище Цзян (Jiang) и получивший титул Шэньнун (Shennong) — «божественный земледелец». Был легендарным предводителем племен, обитавших в районе реки Цзян (Jiang). Его племена позднее переместились на восток по реке Вэй и Хуанхэ и обосновались в центральном Китае. Считается, что он научил людей земледелию и изобрел классический плуг.
3. Хуан Ди (Huangdi), по прозвищу Цзи (Ji), получивший титул Сюаньюань (Xuanyuan). Ему поклоняются как «Отцу человеческой культуры», так как считается, что он изобрел письменность, музыку, ввел в культуру использование колеса и телег и изобрел арифметику и медицину. Он же — «Желтый Император», это дословный перевод имени Хуан («жёлтый») Ди («император»).

Согласно мифам, три властителя были богами-королями или полубогами, которые использовали свои способности, чтобы улучшить жизнь своего народа и передать ему необходимые навыки и знания. Янь Ди был верховным божеством, богом Солнца. При этом он никогда не отождествлялся со светилом. Говорилось, что он обладал «силой Солнца». Впоследствии он уступил место верховного божества прибывшему на огненном драконе новому богу — Хуан Ди. При этом Хуан Ди назначил Янь Ди управителем Юга. Хуан Ди гораздо активнее взаимодействовал с людьми, чем Янь Ди, и передал им множество знаний (музыка, арифметика, письменность, транспорт). Позднее Янь Ди попытался отвоевать верховный трон у Хуан Ди, но безуспешно, так как в войне он побоялся применять силу Солнца, чтобы не испепелить всю землю. Впоследствии Янь Ди удалился куда-то на север и потерялся там.
Согласно мифам, Хуан Ди жил в богатом дворце, который он построил там, куда принёс его дракон — на горе Куньлунь. Хуан Ди правил порядка 300 лет и его правление закончилось, когда за ним прилетел ещё один огнедышащий дракон и унёс его на небеса при множестве свидетелей.
Согласно современной теории, уходящей корнями в конец 19 века, Жёлтый Император, предположительно, является предком народа хуася. Мавзолей Жёлтого Императора был установлен в провинции Шэньси в память о легенде о предках.

## Пять императоров
Согласно версии Сыма Цяня первым императором из пяти был Хуан-ди (黃帝). Согласно одной из ранних версий пять императоров это: Шао-хао (Shaohao, 少昊), Чжуань-сюй (Zhuanxu, 顓頊), Ку (Emperor Ku, 嚳), Яо (Emperor Yao, 堯), Шунь (Emperor Shun,舜).
По другой версии, пять императоров это:
- Шао-хао (Shaohao), получивший титул Цзиньтянь (Jintian). Сын Хуан Ди (Жёлтого императора). Был предводителем восточных племён. Возглавил две миграции племени — на запад и потом обратно на восток. Государство при нём процветало, и он находился у власти порядка 80 лет.
- Чжуань Сюй (Zhuanxu), получивший титул Гаоян (Gaoyang). Внук Хуан Ди (Жёлтого императора), племянник Шао-хао. В 20 лет стал императором, находился у власти 78 лет до своей смерти. Изобрёл календарь, основанный на движении небесных тел.
- Ди Ку (Diku), получивший титул Гаосинь (Gaoxin). Был правнуком Хуан Ди (Жёлтого императора). Часто его называют «Белым императором». При нём расцвела культура и, в частности, музыка. Считается, что он изобрёл многие из музыкальных инструментов.
- Яо (Yao), получивший титул Таотан (Taotang). Легендарный и очень почитаемый в Китае император. Управлял объединёнными племенами, населявшими Китай. Жил в большой, но простой хижине, за что был очень любим народом. Официальные даты правления — 2356—2255 до н. э. Китайские археологи открыли не так давно столицу Яо[источник не указан 873 дня]. Яо стал императором в 20, правил 71 год, после чего передал трон Шуню и жил ещё 28 лет. Умер он, когда ему было 119 лет. При нём произошли колоссальные климатические потрясения — великая засуха и впоследствии — потоп. Китайцы считают Яо и Шуня — образцом справедливого правления.
- Шунь (Shun), получивший титул Яо-юй (Yaoyu) — наследник Яо. Был простолюдином, прославившимся, как добрый и умный человек среди односельчан. Когда Яо собрал советников и спросил — кому можно отдать трон поднебесной, они ему посоветовали обратить внимание на Шуня. Яо отдал замуж за Шуня двух своих дочерей и, через какое то время передал ему трон. Шунь прославился за борьбу с последствиями потопа путём создания множества каналов, по которым вода могла уйти с земли. Шунь взошел на трон, когда ему было 53, и умер в 100 лет. Он назначил регентом и преемником Юя Великого, основавшего династию Ся[4].

Число императоров выбрано равным пяти под влиянием теории о пяти первоэлементах или пяти стихиях — у-син. Пять стихий находятся в постоянной борьбе, в ходе которой они бесконечно взаимоуничтожаются и вновь порождают друг друга. Каждому императору покровительствует определённая стихия. Когда стихия господствует, то правящий дом процветает, когда стихия оказывается побежденной, то правящий дом приходит в упадок.
Например, в начале правления Хуан-ди Небо явило огромного червя и кузнечика, как символов стихии Земли. Поэтому Хуан-ди отдавал предпочтение жёлтому цвету.

## Мифические даты правления
Эпоха Трёх властителей и пяти императоров (三皇五帝) носит мифический характер.
| Храмовое имя   | Храмовое имя       | Личное имя         | Личное имя         | Годы правления                |
| -------------- | ------------------ | ------------------ | ------------------ | ----------------------------- |
| —              | —                  | Ю Чао              | 有巢 Yǒu Cháo      | — ок. 3200 до н. э.           |
| —              | —                  | Су Жэнь            | 燧人 Sù Rén        | — 3000 до н. э.               |
| Тай Хао        | 太昊 Tài Hào       | Фэн Фуси           | 伏羲 Fú Xī         | 2852 до н. э. — 2737 до н. э. |
| Янь Ди         | 炎帝 Yán Dì        | Цян Шэнь Нун       | 神農 Shén Nóng     | 2737 до н. э. — 2699 до н. э. |
| Хуан-ди        | 黃帝 Huáng Dì      | Гунсунь Сюань Юань | 軒轅 Xuān Yuán     | 2699 до н. э. — 2588 до н. э. |
| Цзи Шао Хао    | 姬少昊 Jī Shǎo Hào | Цзин Тянь          | 金天 Jīn Tiān      | 2587 до н. э. — 2491 до н. э. |
| Цзи Чжуань Сюй | 姬顓頊 Jī Zhuān Xù | Гао-ян             | 高陽 Gāo Yáng      | 2490 до н. э. — 2413 до н. э. |
| Ди Ку          | 帝嚳 Dì Kù         | Цзи Гао Синь       | 姬高辛 Jī Gāo Xīn  | 2412 до н. э. — 2343 до н. э. |
| Ди Чжи         | 帝摯 Dì Zhì        | Цзи Гао Синь       | 姬高辛 Jī Gāo Xīn  | —                             |
| Яо             | 姬唐堯 Jī Táng Yáo | И Фан Сюнь         | 伊放勳 Yī Fǎng Xūn | 2333 до н. э. — 2234 до н. э. |
| Шунь           | 虞舜 Yú Shùn       | Ю Юй               | 有虞 Yǒu Yú        | 2233 до н. э. — 2184 до н. э. |